# Forficula auricularia
Forficula auricularia, sau urechelnița comună sau urechelnița europeană, este o insectă omnivoră din familia Forficulidae. Această urechelniță este o prezență comună nu numai în Europa, ci și în America de Nord, Asia de Vest și nordul Africii. Deși există mitul că sunt dăunatoare și că pot intra prin urechea umană pentru a-și depune ouălele în creier, și au un aspect agresiv, în realitate, nu sunt periculoase. Dacă ajung în urechi umane este din greșeală. Forficula auricularia este o specie care își îngrijește urmașii, comportament rar la insecte.

## Morfologie

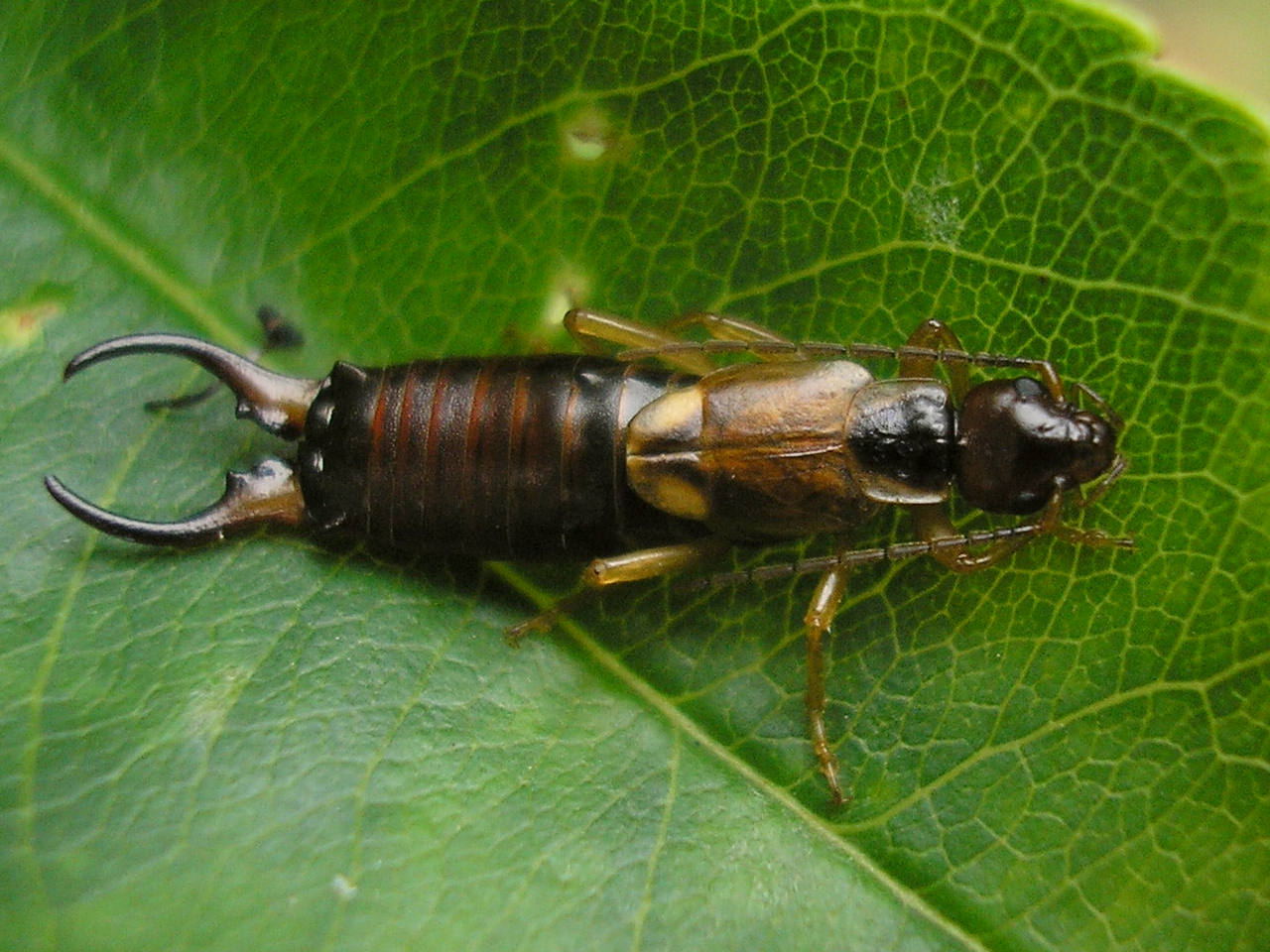
Mascul

Forficula auricularia are un corp alungit și turtit de culoare castanie, cu un torace în formă de scut, două perechi de aripi și o pereche de cerci în formă de forceps. Lungimea medie este de 12–15 mm. Al doilea segment tarsic este lobat, extinzându-se sub cel de-al treilea. Antenele au între 11–14 segmente, iar părțile gurii sunt de tip masticator. Durata de viață maxim înregistrată a fost de șapte ani. Are ochi compuși cu 270 de ommatidia.
Masculii adulți sunt polimorfici în greutate corporală, lățimea capului, precum și lungimea și lățimea cercilor. Forecepsul masculilor este foarte robust și lățit la bază cu dinți crenelați. Forcepsul femelelor este de aproximativ 3 milimetri lungime, mai puțin robust și mai drepți. Cerci sunt folosiți în timpul împerecherii, pentru a mânca sau ca armă de apărare. Femelele au o tegmină (aripă frontală modificată) de 2 mm în lungime. Larvele mai mari de a treia năpârlire sunt capabile să regenereze unul dintre cerci pierduți. Masculii cu cerci asimetrici sunt numiți ginandromorfi sau hermafrodiți pentru asemănarea cu femelele.

## Istorie

### Origini
Specia este nativă în Europa, Asia de Vest și probabil în Africa de Nord, și a fost întrodusă în America de Nord la începutul secolului XX, iar acum este deja răspândită pe majoritatea continentului. În America de Nord, urechelnița europeană este reprezentată prin două specii surori. Populațiile din climate reci, continental depun o singură serie de ouă, formând specia A, în timp ce cele din climate mai calde pot depune două serii de ouă formând specia B. Urechelnița comună se gâseste în general în zone temperate, fiind inițial descoperite în ecozona Palearctică, și sunt active în special atunci când temperatura zilnică are fluctuații minime.

### Comportament
Urechelnița comună preferă locuri umbroase, reci și protejate sau greu accesibile, precum flori, fructe sau crăpături în lemn. Este activă în general noaptea când își procură mâncarea. Sunt omnivore,consumând plante, mici inseste, dar consumă mai mult cadavre și nu sunt considerate prădători activi. Adesea consumă plante, sau alte insecte pe care le găsesc pe acestea, precum afide, paianjeni, oua de insecte, plante si insecte moarte. Plantele lor favorite inclu Sisymbrium officinale, trifoi Trifolium repens, și dalia Dahlia variabilis. Se hrăneăsc cu melasă, licheni sau alge. Preferă carnea și zahărul plantelor, deși acestea reprezintă sursa principală de hrană. Urechelnița europeană preferă afidele contra materialului vegetal precum frunze sau felii de măr, cireșe sau pară. Adulții consumă mai multe insecte decât nimfele.
Deși F. auricularia are aripi bine dezvoltate, ele sunt destul de slabe și sunt folosite rar sau niciodată. Ca pricincipal mijloc de transport, urechelnițele sunt transportate în haine sau în lemne, flori ornamentale sau chiar ziare.

### Împerechere
Masculii își găsesc perechea cu ajutorul mirosului. Își folosesc cerci petru a fixa femela și pentru a expune vârful abdomenului acesteia, astfel încât suprafețele abdominale ajung în contact una cu cealaltă, în timp ce partenerii sunt orientați în direcții opuse. Dacă nu sunt deranjați partenerii pot rămâne în această poziție ore întregi. Împerecherea are loc frecvent în zone în care ambii parteneri se pot fixa bine pe o suprafață. În condiții de laborator, perioada cea mai activă de împerechere al urechelnițelor a fost între august și septembrie, iar o singură întâlnire este suficientă pentru ca femele să fertilizeze ouălele.

### Dezvoltare

Stadiile de dezvoltare

Nimfele urechelniței europene arată similar cu adulții exceptănd culoarea care are o nunață mai deschisă. Pentru a ajunge la stadiul de adult este nevoie de patru stagii de nimfă consecutive, iar cuibul se părăsește abia după prima năparlire.

### Reproducere
Femela urechelniței comune depune un set de 50 de ouă într-un cuib subteran (îngropată la 5mm sub suprafața pământului) toamna, apoi intră în hibernare. Din când în când se ocupă cu îngrijirea ouălelor, pe care le mișcă și le curăță de ciuperci parazite. Primăvara așază ouălele într-un singur strat, asistănd nimfele la ieșirea din ou; apoi rămâne cu acestea pentru aproximativ o lună, până după prima năpârlire. Este posibil să depună un al doilea set de ouă, care să ajungă mature spre sfârșitul lui august.

## Habitat
Urechelnița comună preferă habitate răcoroase și umede și au o temperatură optimă de creștere de 24 °C. Abundența lor a fost relaționată cu factori precum temperatura, viteza vântului și prelevanța vânturilor estice. În timpul hibernării adulții pot tolera temperaturi scăzute, dar rata de supraviețuire se reduce mult în soluri cleioase sau slab drenate. Pentru a evita umezeala excesivă caută zonele sudice a pantelor. Ouălele lor sunt rezistente la frig și căldură.

## Impact
Forficula auricularia pot cauza daune culturilor, florilor sau fructelor când populația de urchelnițe ajunge la niveluri înalte. Între preferatele lor pentru hrană sunt incluse zarzavaturi și fructe cu importanță economică, precum varză, conopidă, salată, cartof, castravete, între altele. Consumă mătasea porumbului, dăunând astfel culturile. Dintre fructe, s-au înregistrat daune merelor, perelor, prunelor sau piersicilor. Se găsesc printre petalele garoafelor, trandafirilor, daliilor, sau ziniei.
Separat de problemele agriculturale, oamenii nu sunt foarte atașați de F. auricularia datorită mirosului său urât și datorită înclinației de a se stabili pe lângă casele oamenilor.
S-au încercat măsuri de control biologic, precum musca parazită Bigonicheta spinipenni, ciuperca Erynia forficulae și Metarhizium anisopliae,precum și diferse specii de păsări. Insecticide au fost de asemenea dezvoltate cu succes, deși produse comerciale sunt foarte rar adresate specific contra urechelnițelor. Diazinon, un organofosphat insecticid, este efectiv contra F. auricularia pâna la 17 zile după dispersare.
Urechelnița este folosită ca agent biologic pentru a controla alte insecte din genul Psyllidae și alte specii de afide.